# 容懿美
容懿美（英語：Emma Young），美南浸信会傳教士。

## 生平
容懿美1888年 (光緒十四年) 於廣州五仙門創設「培道學校」，同年3月3日開始上課，學生僅有五、六人。當時稱為「婦孺班」，專為婦女傳授基本知識以及認識基督為目標。

## 著作
- 粵語白話文翻譯《人靈戰紀土話》羊城浸信會，光緒十三年(1887年）[2]